# Proclossiana laddi
Proclossiana laddi är en fjärilsart som beskrevs av Alexander Barrett Klots 1940. Proclossiana laddi ingår i släktet Proclossiana och familjen praktfjärilar. Inga underarter finns listade i Catalogue of Life.